# Lénine (Crimée)
Pour les articles homonymes, voir Lénine (homonymie).
Lénine, Lenine (en ukrainien : Леніне) ou Lenino (en russe : Ленино ; en tatar de Crimée : Lenino) est une commune urbaine de la république autonome de Crimée, en Ukraine, occupée par la Russie depuis 2014. Anciennement baptisée par les tatars Yedi Quyu (Єди-Кую), qui signifie « sept puits », elle s'appela Sem' Kolodezeï avant 1957. Elle est le centre administratif du raïon de Lénine. 
Sa population s'élevait à 7 881 habitants en 2013.

## Géographie
Lenine est située dans la péninsule de Kertch, partie orientale de la Crimée, à environ 4 km au sud de la mer d'Azov, à 56 km à l'ouest de Kertch et à 137 km au nord-est de Simferopol.

## Histoire
Jusqu'en 1957, Lenine n'était qu'un village du nom de Sem' Kolodezeï (en russe : Семь Колодезей, en ukrainien : Сім Колодязів, Sim Kolodiaziv), qui est la traduction du nom tatar. Elle est renommée en l'honneur de Vladimir Lénine en accédant au statut de commune urbaine. Le développement de Lenine connut un nouvel élan grâce au canal de Crimée du Nord, aménagé dans les années 1960. Destiné à l'irrigation et à l'approvisionnement en eau de la Crimée, ce canal contourne Lenine par le sud et va jusqu'à Kertch. Au début des années 1980, Lenine profita également de la construction de la centrale nucléaire de Crimée, dans la ville voisine de Chtcholkine. Mais les travaux furent interrompus et le projet abandonné après la catastrophe de Tchernobyl, en 1986.

## Population
Recensements (*) ou estimations de la population :
| 1959* | 1970* | 1979* | 1989* | 2001* |
| ----- | ----- | ----- | ----- | ----- |
| 3 094 | 5 120 | 7 732 | 8 681 | 8 617 |

| 2009  | 2010  | 2011  | 2012  | 2013  |
| ----- | ----- | ----- | ----- | ----- |
| 7 964 | 7 926 | 7 936 | 7 910 | 7 881 |

## Transports
La gare ferroviaire de Lenine, sur la ligne Djankoï – Kertch, continue à porter le nom de « Sem' Kolodezeï ».